# Igualeja
Igualeja è un comune spagnolo di 898 abitanti situato nella comunità autonoma dell'Andalusia.